# Premi Goya 2004
La cerimonia di premiazione della 18ª edizione dei Premi Goya si è svolta il 31 gennaio 2004 al Palacio de Congresos di Madrid.
Ti do i miei occhi di Icíar Bollaín ha vinto sette premi su nove candidature.

## Vincitori e candidati
I vincitori sono indicati in grassetto, a seguire gli altri candidati.

### Miglior film
- Ti do i miei occhi (Te doy mis ojos), regia di Icíar Bollaín
- La mia vita senza me (Mi vida sin mí), regia di Isabel Coixet
- Quarto piano (Planta 4ª), regia di Antonio Mercero
- Soldados de Salamina, regia di David Trueba

### Miglior regista
- Icíar Bollaín - Ti do i miei occhi (Te doy mis ojos)
- Cesc Gay - En la ciudad
- Isabel Coixet - La mia vita senza me (Mi vida sin mí)
- David Trueba - Soldados de Salamina

### Miglior attore protagonista
- Luis Tosar - Ti do i miei occhi (Te doy mis ojos)
- Ernesto Alterio - Días de fútbol
- Alfredo Landa - La fine di un mistero (La luz prodigiosa)
- Javier Cámara - Torremolinos 73 - Ma tu lo faresti un film porno? (Torremolinos 73)

### Migliore attrice protagonista
- Laia Marull - Ti do i miei occhi (Te doy mis ojos)
- Adriana Ozores - La suerte dormida
- Sarah Polley - La mia vita senza me (Mi vida sin mí)
- Ariadna Gil - Soldados de Salamina

### Miglior attore non protagonista
- Eduard Fernández - En la ciudad
- José Luis Gómez - La fine di un mistero (La luz prodigiosa)
- Joan Dalmau - Soldados de Salamina
- Juan Diego - Torremolinos 73 - Ma tu lo faresti un film porno? (Torremolinos 73)

### Migliore attrice non protagonista
- Candela Peña - Ti do i miei occhi (Te doy mis ojos)
- María Pujalte - El lápiz del carpintero
- Mónica López - En la ciudad
- María Botto - Soldados de Salamina

### Miglior attore rivelazione
- Fernando Tejero - Días de fútbol
- Víctor Clavijo - El regalo de Silvia
- Juan Sanz - La vida mancha
- Óscar Jaenada - Noviembre

### Migliore attrice rivelazione
- María Valverde - La flaqueza del bolchevique
- Verónica Sánchez - Al sur de Granada
- Nathalie Poza - Días de fútbol
- Elisabet Gelabert - Ti do i miei occhi (Te doy mis ojos)

### Miglior regista esordiente
- Ángeles González-Sinde - La suerte dormida
- David Serrano - Días de fútbol
- Jaime Rosales - Las horas del día
- Pablo Berger - Torremolinos 73 - Ma tu lo faresti un film porno? (Torremolinos 73)

### Miglior sceneggiatura originale
- Iciar Bollaín e Alicia Luna - Ti do i miei occhi (Te doy mis ojos)
- Cesc Gay e Tomás Aragay - En la ciudad
- Jaime Rosales e Enric Rufas - Las horas del día
- Pablo Berger - Torremolinos 73 - Ma tu lo faresti un film porno? (Torremolinos 73)

### Miglior sceneggiatura non originale
- Isabel Coixet - La mia vita senza me (Mi vida sin mí)
- Lorenzo Silva e Manuel Martín Cuenca - La flaqueza del bolchevique
- Fernando Marías - La fine di un mistero (La luz prodigiosa)
- David Trueba - Soldados de Salamina

### Miglior produzione
- Luis Manso e Marina Ortíz - Spia + Spia - Due superagenti armati fino ai denti (La gran aventura de Mortadelo y Filemón)
- Pilar Robla - Al sur de Granada
- Ana Vila - Per amare Carmen (Carmen)
- Josean Gómez - El misterio Galíndez

### Miglior fotografia
- Javier Aguirresarobe - Soldados de Salamina
- José Luis Alcaíne - Al sur de Granada
- Paco Femenía - Per amare Carmen (Carmen)
- Alfredo Mayo - El misterio Galíndez

### Miglior montaggio
- Iván Aledo - Spia + Spia - Due superagenti armati fino ai denti (La gran aventura de Mortadelo y Filemón)
- Teresa Font - Per amare Carmen (Carmen)
- Rori Sainz de Rozas - Días de fútbol
- Ángel Hernández Zoido - Ti do i miei occhi (Te doy mis ojos)

### Miglior colonna sonora
- Juan Bardem - Al sur de Granada
- Santi Vega - Eyengui, el Dios del Sueño
- Pablo Cervantes - Hotel Danubio
- Juan Carlos Cuello - Valentín

### Miglior canzone
- Humans Like You di Chop Suey - La mia vita senza me (Mi vida sin mí)
- Atraco a tu corazón di Paco Ortega - Atraco a las 3... y media
- Cuando me maten di José Nieto - Per amare Carmen (Carmen)
- Just Sorcery di Mario de Benito e Richelieu Morris - La notte delle streghe (Cosa de brujas)

### Miglior scenografia
- César Macarrón - Spia + Spia - Due superagenti armati fino ai denti (La gran aventura de Mortadelo y Filemón)
- Benjamín Fernández - Per amare Carmen (Carmen)
- Juan Pedro de Gaspar - El lápiz del carpintero
- Félix Murcia - La fine di un mistero (La luz prodigiosa)

### Migliori costumi
- Yvonne Blake - Per amare Carmen (Carmen)
- Lourdes de Orduña e Montse Sancho - Hotel Danubio
- Tatiana Hernández - Spia + Spia - Due superagenti armati fino ai denti (La gran aventura de Mortadelo y Filemón)
- Nereida Bonmati - Noviembre

### Miglior trucco e acconciatura
- José Antonio Sánchez e Paquita Núñez - Spia + Spia - Due superagenti armati fino ai denti (La gran aventura de Mortadelo y Filemón)
- Miguel Sese e Natalia Sese - Per amare Carmen (Carmen)
- Cristóbal Criado e Alicia López - Hotel Danubio
- Karmele Soler e Francisco Rodríguez - Noviembre

### Miglior sonoro
- Eva Valiño, Alfonso Pino, Pelayo Gutiérrez e José L. Crespo - Ti do i miei occhi (Te doy mis ojos)
- Silvio Darrin, Carlos Garrido e Alicia Saavedra - La selva
- Licio Marcos de Oliveira, Alfonso Pino, Nacho Royo, Alberto Pinto e José Manuel Morell - La vida mancha
- Agustín Peinado, Carlos Garrido, Iván Mayoral e Rakel Fernández - Más de mil cámaras velan por tu seguridad

### Migliori effetti speciali
- Raúl Romanillos, Pau Costa, Julio Navarro e Félix Bergés - Spia + Spia - Due superagenti armati fino ai denti (La gran aventura de Mortadelo y Filemón)
- Reyes Abades, Alfonso Nieto e Pablo Núñez - Al sur de Granada
- Reyes Abades, Jesús Pascual, José Rossi e J. María Remacha - El refugio del mal
- Pedro Moreno, Alfonso Nieto e Emilio Ruiz del Río - Soldados de Salamina

### Miglior film d'animazione
- El Cid - La leggenda (El Cid, la leyenda), regia di Jose Pozo
- La profezia di Alhambra (El embrujo del Sur), regia di Juan Bautista Berasategi
- Glup, regia di Iñigo Berasategui e Aitor Arregi
- Los reyes magos, regia di Antonio Navarro

### Miglior documentario
- Un instante en la vida ajena, regia di Iñigo Berasategui
- La pelota vasca, la piel contra la piedra, regia di Julio Medem
- Polígono Sur, regia di Dominique Abel
- Suite Habana, regia di Fernando Pérez

### Miglior film europeo
- Good Bye, Lenin!, regia di Wolfgang Becker
- Dogville, regia di Lars von Trier
- Il fiore del male (La fleur du mal), regia di Claude Chabrol
- The Dreamers, regia di Bernardo Bertolucci

### Miglior film straniero in lingua spagnola
- Piccole storie (Historias mínimas), regia di Carlos Sorín
- El misterio del Trinidad, regia di José Luis García Agraz
- El viaje hacia el mar, regia di Guillermo Cassanova
- Suite Habana, regia di Fernando Pérez

### Miglior cortometraggio di finzione
- Sueños, regia di Daniel Guzmán
- Carisma, regia di David Planell
- En camas separadas, regia di Javier Rebollo
- Expres, regia di Daniel Sánchez Arevalo
- Promoción (prohibida su venta), regia di Luis Arribas

### Miglior cortometraggio documentario
- Los niños del Nepal, regia di Joan Soler e Javier Berrocal
- Yo soy de mi barrio, regia di Juan Vicente Córdoba

### Miglior cortometraggio d'animazione
- Regaré con lágrimas tus pétalos, regia di Juan Carlos Marí
- A... Mantis religiosa, regia di Pablo Núñez e Antonio Ojeda
- El desván, regia di José Corral
- La habitación inclinada, regia di Pako Bagur, Freddy Córdoba e Ibán José
- Manipai, regia di Jorge Dayas

### Premio Goya alla carriera
- Héctor Alterio